# Saint-Sulpice-des-Rivoires
Saint-Sulpice-des-Rivoires is een gemeente in het Franse departement Isère (regio Auvergne-Rhône-Alpes) en telt 417 inwoners (2005). De plaats maakt deel uit van het arrondissement La Tour-du-Pin.

## Geografie
De oppervlakte van Saint-Sulpice-des-Rivoires bedraagt 7,1 km², de bevolkingsdichtheid is 58,7 inwoners per km².
De onderstaande kaart toont de ligging van Saint-Sulpice-des-Rivoires met de belangrijkste infrastructuur en aangrenzende gemeenten.

## Demografie
Onderstaande figuur toont het verloop van het inwonertal (bron: INSEE-tellingen).